# De vlam
De vlam is een artistiek kunstwerk in Amsterdam Nieuw-West.
Het beeld werd ontworpen door kunstenares Edith ten Kate (1917-1995), die het ontwierp voor het Andreas Ziekenhuis. Het door A. Binder Bronsgieterij gemaakte beeld zou volgens kenners te categoriseren zijn als organisch abstract. Diezelfde kenners zagen in het beeld een waakvlam, ten teken van de altijd waakzame verplegers, verpleegsters en andere zorgverleners. Het ziekenhuis werd in 2005 gesloopt, maar de kunst bleef deels behouden. Zo ook deze vlam, die net als de medisch afdelingen verhuisde naar het Lucasziekenhuis, dat op haar beurt in 2013 opging in het Onze Lieve Vrouwe Gasthuis (OLVG West).
De vlam kwam vervolgens te staan aan de zuidkant van de bebouwing.
Het beeld is op de sokkel voorzien van een infoplaatje; de kunstenaar heeft het in het voetstuk ondertekend; de naam van de gieterij is daar ook te vinden.  

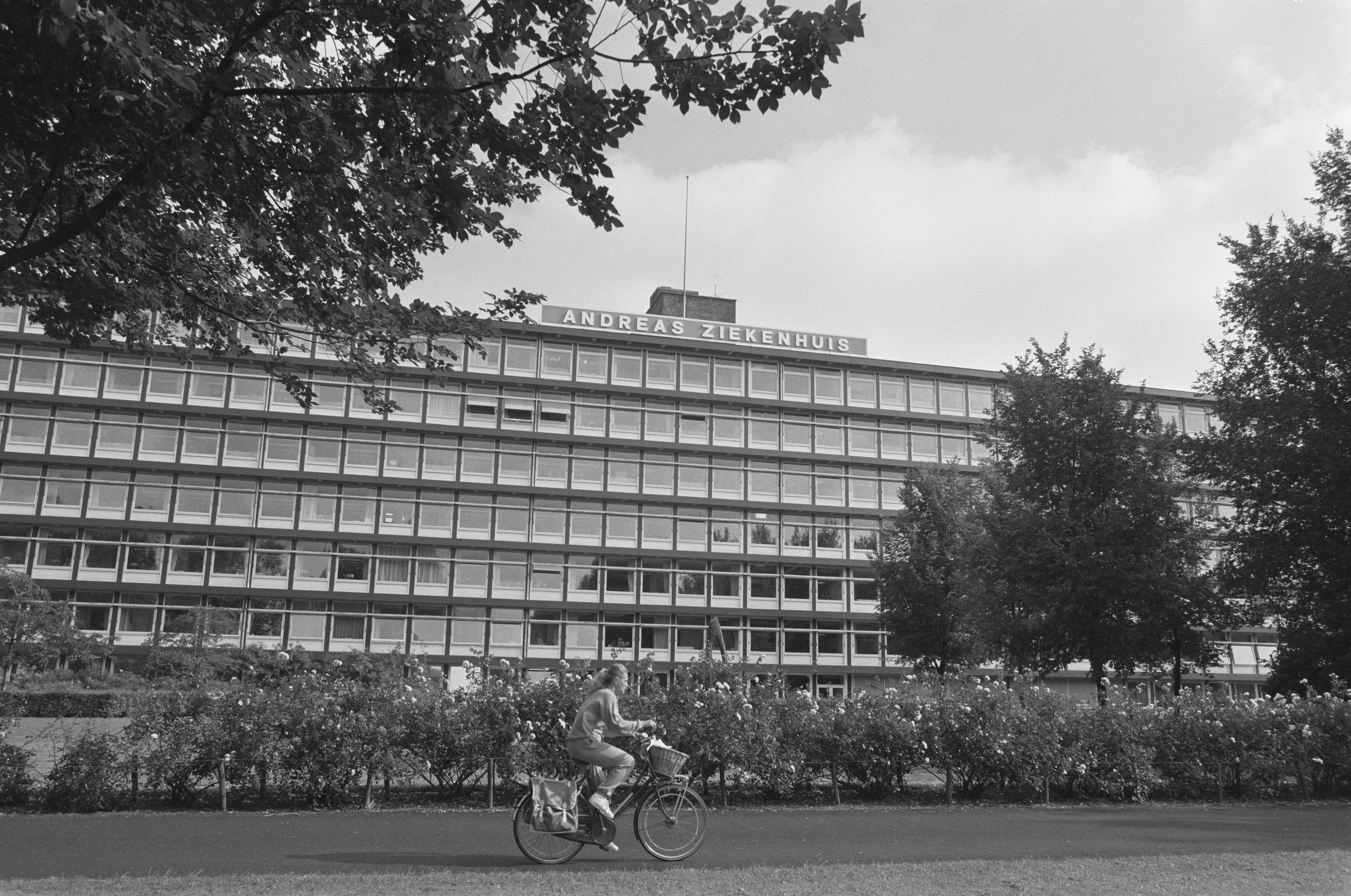
De vlam in de tuin van het Andreas (rechts boven de fietssters) (1988)

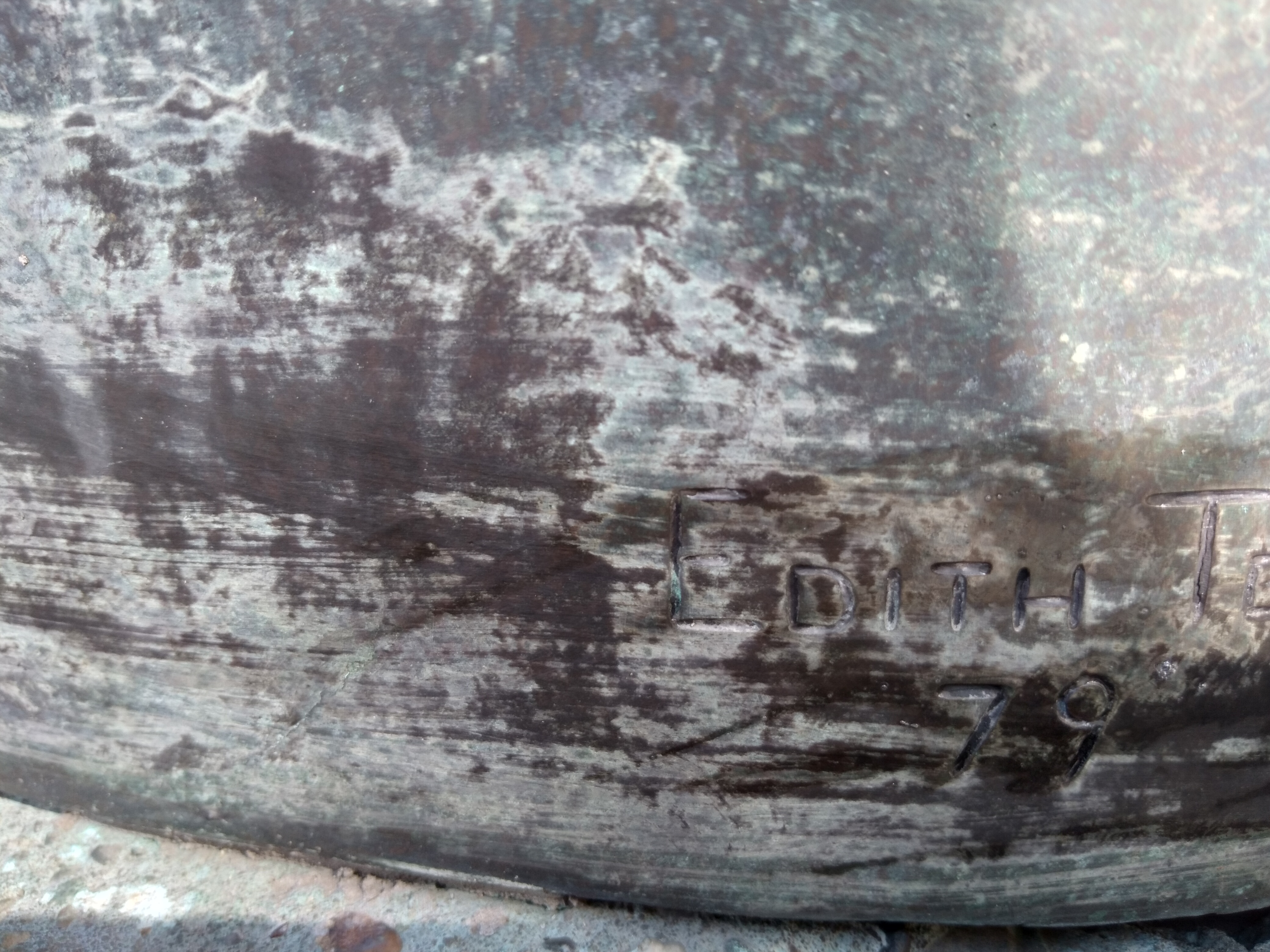
Edith (augustus 2021)